# Езерская, Лидия Павловна

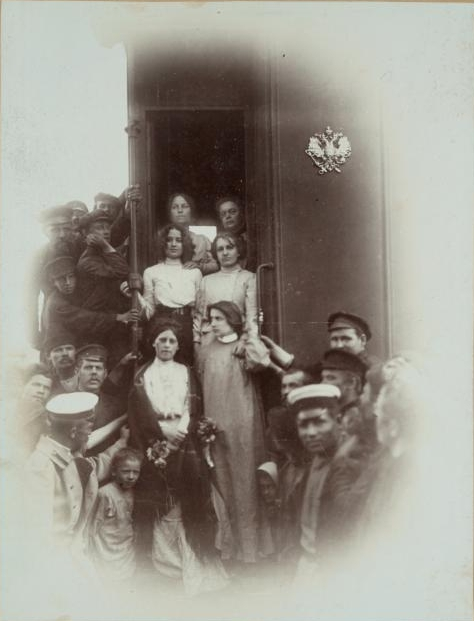
Торжественная встреча Марии Спиридоновой, Марии Школьник, Анастасии Биценко, Александры Измайлович, Ревекки Фиалки и Лидии Езерской на Омской железнодорожной станции 30 июня 1906 года во время этапирования на Нерчинскую каторгу

Лидия Павловна Езерская (урожд. Казанович, 1866, Могилевская губерния — 1915, Якутск) — эсерка, участница революционного движения в Российской империи в начале XX века.

## Биография
По происхождению дворянка, родилась 27 мая 1866 года в Могилевской губернии в семье богатого помещика. Окончила Минскую гимназию. В первые годы XX века влилась в революционное движение, причём была в то время значительно старше большинства эсеров-террористов.
По основной профессии Лидия Павловна была зубным врачом, с 1900 года имела свой зубоврачебный кабинет в Петербурге, затем, с 1904 года, — в Москве. Кабинет использовался для явок революционеров.
Езерская была арестована 29 января 1904 года в году по делу Серафимы Клитчоглу (покушение на В.К. Плеве). Суд состоялся 30 марта 1905 года в Москве, вместе с ней судили Ривкина и Крумбюгеля. Приговорена к 1 году 3 месяцам заключения, по манифесту 17 октября была амнистирована.
После освобождения отправилась в Швейцарию, где находились в то время лидеры Боевой организации эсеров. Возвратившись в Россию, 29 октября 1905 совершила покушение на Могилевского губернатора Н.М. Клингенберга, ранив его. Езерскую судили 7 марта 1906 года в Киеве, в отличие от большинства революционеров, гражданским, а не военным судом, что способствовало сравнительно мягкому приговору — Езерскую приговорили к 13-ти с половиной годам каторги.
Заключение отбывала в Акатуйской каторжной тюрьме, вместе с пятью известными эсерками-террористками: Александрой Измайлович, Анастасией Биценко, Марией Школьник, Ревеккой Фиалкой и Марией Спиридоновой.
Зимой 1907 года террористок перевели в Мальцевскую тюрьму, где содержались в основном женщины, осуждённые за уголовные преступления. Этот приказ вызвал возмущение и сопротивление у заключённых, Езерская намеревалась покончить с собой в знак протеста, однако её уговорили отказаться от этой меры. Режим содержания заключённых и бытовые условия их жизни были крайне тяжелыми.
Езерская болела тяжёлой формой туберкулёза.
«Она была больна чахоткой в серьезной стадии, но умела так незаметно ею болеть, что многие и не подозревали опасности её недуга. Уже пожилая, полная, очень бодрая, всегда заметная, с кем-нибудь читающая, кому-нибудь преподающая, всегда с шуткой и интересным разговором на устах, попыхивая вечной папироской, она жила „по привычке, по инерции“, как говорили мы про её жизненную энергию, зная от доктора о тех кусочках легких, которыми она уже не дышала, а хрипела» — М. Спиридонова «Из жизни на Нерчинской каторге»
В 1909 году по «богодульской комиссии» Езерская была освобождена и выслана в Забайкальскую область, а затем, в 1912 году, переведена в Якутскую область. Умерла 30 сентября 1915 года от бронхиальной астмы.